# Буммэй
Буммэй (яп. 文明 буммэй) — девиз правления (нэнго) японского императора Го-Цутимикадо, использовавшийся с 1469 по 1487 год .

## Продолжительность
Начало и конец эры:
- 28-й день 4-й луны 3-го года Онин (по юлианскому календарю — 8 июня 1469);
- 20-й день 7-й луны 19-го года Буммэй (по юлианскому календарю — 9 августа 1487).

## Происхождение
Название нэнго было заимствовано из 13-й главы «Тун жэнь» (кит. 同人) классического древнекитайского сочинения Книга Перемен:「文明以健、中正而応、君子正也」.

## События
даты по юлианскому календарю
- 1468 год (7-я луна 2-го года Буммэй) — кампаку Итидзё Канэёси скончался в возрасте 69 лет[7];
- 18 января 1471 года (27-й день 12-й луны 2-го года Буммэй) — в возрасте 52 лет скончался бывший император Го-Ханадзоно[7];
- 1473 год (3-й год Буммэй) — в возрасте 43 лет скончался Хосокава Кацумото[8];
- 16 апреля 1473 года (19-й день 3-й луны 3-го года Буммэй) — в возрасте 70 лет скончался Ямана Содзэн[9][8];
- 1477 год (9-й год Буммэй) — закончилась Смута годов Онин; военные действия в разрушенной до основания столице Киото практически прекратились, но мир в стране так и не наступил — война перекинулась на провинции[8];
- 1478 год (10-й год Буммэй) — философ Итидзё Канэра (1402—1481) написал трактат «О единстве знания и культуры» (Буммэй итто ки), где изложил свои размышления о политической этике и шесть пунктов обязанностей принца[10];
- 1478 год (10-й год Буммэй) — Восстание под предводительством Мори Дзиро (Садамото) (яп. 毛利次郎の乱 мо:ри дзиро: но ран);
- 21 февраля 1482 (4-й день 2-й луны 14-го года Буммэй) — началось строительство Серебряного павильона: «это был утонченный синтез лучших японских находок в сфере архитектуры и садоводства, новаторское сочетание настоящего и прошлого, региональных традиций и присущей столице аристократической культуры»[11];
- 1485 год (17-й год Буммэй) — народные восстания в Ямасиро (окрестности Киото)[11];
- 1486 год (18-й год Буммэй) — составлен сборник стихов «Синто хякусю»[12].

## Сравнительная таблица
Ниже представлена таблица соответствия японского традиционного и европейского летосчисления. В скобках к номеру года японской эры указано название соответствующего года из 60-летнего цикла китайской системы гань-чжи. Японские месяцы традиционно названы лунами.
| 1-й год Буммэй (Земляной Бык)         | 1-я луна        | 2-я луна*               | 3-я луна  | 4-я луна*               | 5-я луна* | 6-я луна                | 7-я луна* | 8-я луна                | 9-я луна*               | 10-я луна             | 11-я луна  | 12-я луна              |                |
| ------------------------------------- | --------------- | ----------------------- | --------- | ----------------------- | --------- | ----------------------- | --------- | ----------------------- | ----------------------- | --------------------- | ---------- | ---------------------- | -------------- |
| Юлианский календарь                   | 12 февраля 1469 | 14 марта                | 12 апреля | 12 мая                  | 10 июня   | 9 июля                  | 8 августа | 6 сентября              | 6 октября               | 4 ноября              | 4 декабря  | 3 января 1470          |                |
| 2-й год Буммэй (Металлический Тигр)   | 1-я луна*       | 2-я луна                | 3-я луна* | 4-я луна                | 5-я луна* | 6-я луна*               | 7-я луна  | 8-я луна*               | 9-я луна*               | 10-я луна             | 11-я луна  | 12-я луна*             |                |
| Юлианский календарь                   | 2 февраля 1470  | 3 марта                 | 2 апреля  | 1 мая                   | 31 мая    | 29 июня                 | 28 июля   | 27 августа              | 25 сентября             | 24 октября            | 23 ноября  | 23 декабря             |                |
| 3-й год Буммэй (Металлический Кролик) | 1-я луна        | 2-я луна                | 3-я луна  | 4-я луна*               | 5-я луна  | 6-я луна*               | 7-я луна* | 8-я луна                | 8-я луна (високосная) * | 9-я луна*             | 10-я луна  | 11-я луна              | 12-я луна*     |
| Юлианский календарь                   | 21 января 1471  | 20 февраля              | 22 марта  | 21 апреля               | 20 мая    | 19 июня                 | 18 июля   | 16 августа              | 15 сентября             | 14 октября            | 12 ноября  | 12 декабря             | 11 января 1472 |
| 4-й год Буммэй (Водяной Дракон)       | 1-я луна        | 2-я луна                | 3-я луна* | 4-я луна                | 5-я луна* | 6-я луна                | 7-я луна* | 8-я луна                | 9-я луна*               | 10-я луна             | 11-я луна* | 12-я луна              |                |
| Юлианский календарь                   | 9 февраля 1472  | 10 марта                | 9 апреля  | 8 мая                   | 7 июня    | 6 июля                  | 5 августа | 3 сентября              | 3 октября               | 1 ноября              | 1 декабря  | 30 декабря             |                |
| 5-й год Буммэй (Водяная Змея)         | 1-я луна*       | 2-я луна                | 3-я луна* | 4-я луна                | 5-я луна  | 6-я луна                | 7-я луна* | 8-я луна*               | 9-я луна                | 10-я луна*            | 11-я луна  | 12-я луна*             |                |
| Юлианский календарь                   | 29 января 1473  | 27 февраля              | 29 марта  | 27 апреля               | 27 мая    | 26 июня                 | 26 июля   | 24 августа              | 22 сентября             | 22 октября            | 20 ноября  | 20 декабря             |                |
| 6-й год Буммэй (Деревянная Лошадь)    | 1-я луна        | 2-я луна*               | 3-я луна  | 4-я луна*               | 5-я луна  | 5-я луна (високосная) * | 6-я луна  | 7-я луна                | 8-я луна*               | 9-я луна              | 10-я луна* | 11-я луна              | 12-я луна*     |
| Юлианский календарь                   | 18 января 1474  | 17 февраля              | 18 марта  | 17 апреля               | 16 мая    | 15 июня                 | 14 июля   | 13 августа              | 12 сентября             | 11 октября            | 10 ноября  | 9 декабря              | 8 января 1475  |
| 7-й год Буммэй (Деревянная Коза)      | 1-я луна        | 2-я луна*               | 3-я луна* | 4-я луна                | 5-я луна* | 6-я луна                | 7-я луна  | 8-я луна*               | 9-я луна                | 10-я луна             | 11-я луна* | 12-я луна              |                |
| Юлианский календарь                   | 6 февраля 1475  | 8 марта                 | 6 апреля  | 5 мая                   | 4 июня    | 3 июля                  | 2 августа | 1 сентября              | 30 сентября             | 30 октября            | 29 ноября  | 28 декабря             |                |
| 8-й год Буммэй (Огненная Обезьяна)    | 1-я луна*       | 2-я луна                | 3-я луна* | 4-я луна*               | 5-я луна  | 6-я луна*               | 7-я луна  | 8-я луна*               | 9-я луна                | 10-я луна             | 11-я луна  | 12-я луна*             |                |
| Юлианский календарь                   | 27 января 1476  | 25 февраля              | 26 марта  | 24 апреля               | 23 мая    | 22 июня                 | 21 июля   | 20 августа              | 18 сентября             | 18 октября            | 17 ноября  | 17 декабря             |                |
| 9-й год Буммэй (Огненный Петух)       | 1-я луна        | 1-я луна (високосная) * | 2-я луна  | 3-я луна*               | 4-я луна* | 5-я луна                | 6-я луна* | 7-я луна                | 8-я луна*               | 9-я луна              | 10-я луна  | 11-я луна*             | 12-я луна      |
| Юлианский календарь                   | 15 января 1477  | 14 февраля              | 15 марта  | 14 апреля               | 13 мая    | 11 июня                 | 11 июля   | 9 августа               | 8 сентября              | 7 октября             | 6 ноября   | 6 декабря              | 4 января 1478  |
| 10-й год Буммэй (Земляная Собака)     | 1-я луна        | 2-я луна*               | 3-я луна  | 4-я луна*               | 5-я луна* | 6-я луна                | 7-я луна* | 8-я луна*               | 9-я луна                | 10-я луна             | 11-я луна* | 12-я луна              |                |
| Юлианский календарь                   | 3 февраля 1478  | 5 марта                 | 3 апреля  | 3 мая                   | 1 июня    | 30 июня                 | 30 июля   | 28 августа              | 26 сентября             | 26 октября            | 25 ноября  | 24 декабря             |                |
| 11-й год Буммэй (Земляная Свинья)     | 1-я луна        | 2-я луна                | 3-я луна* | 4-я луна                | 5-я луна* | 6-я луна*               | 7-я луна  | 8-я луна*               | 9-я луна*               | 9-я луна (високосная) | 10-я луна* | 11-я луна              | 12-я луна      |
| Юлианский календарь                   | 23 января 1479  | 22 февраля              | 24 марта  | 22 апреля               | 22 мая    | 20 июня                 | 19 июля   | 18 августа              | 16 сентября             | 15 октября            | 14 ноября  | 13 декабря             | 12 января 1480 |
| 12-й год Буммэй (Металлическая Крыса) | 1-я луна        | 2-я луна*               | 3-я луна  | 4-я луна                | 5-я луна* | 6-я луна*               | 7-я луна  | 8-я луна*               | 9-я луна*               | 10-я луна             | 11-я луна  | 12-я луна*             |                |
| Юлианский календарь                   | 11 февраля 1480 | 12 марта                | 10 апреля | 10 мая                  | 9 июня    | 8 июля                  | 6 августа | 5 сентября              | 4 октября               | 2 ноября              | 2 декабря  | 1 января 1481          |                |
| 13-й год Буммэй (Металлический Бык)   | 1-я луна        | 2-я луна*               | 3-я луна  | 4-я луна                | 5-я луна* | 6-я луна                | 7-я луна* | 8-я луна                | 9-я луна*               | 10-я луна             | 11-я луна* | 12-я луна              |                |
| Юлианский календарь                   | 30 января 1481  | 1 марта                 | 30 марта  | 29 апреля               | 29 мая    | 27 июня                 | 27 июля   | 25 августа              | 24 сентября             | 23 октября            | 22 ноября  | 21 декабря             |                |
| 14-й год Буммэй (Водяной Тигр)        | 1-я луна*       | 2-я луна                | 3-я луна* | 4-я луна                | 5-я луна* | 6-я луна                | 7-я луна  | 7-я луна (високосная) * | 8-я луна                | 9-я луна*             | 10-я луна  | 11-я луна*             | 12-я луна      |
| Юлианский календарь                   | 20 января 1482  | 18 февраля              | 20 марта  | 18 апреля               | 18 мая    | 16 июня                 | 16 июля   | 15 августа              | 13 сентября             | 13 октября            | 11 ноября  | 11 декабря             | 9 января 1483  |
| 15-й год Буммэй (Водяной Кролик)      | 1-я луна*       | 2-я луна*               | 3-я луна  | 4-я луна                | 5-я луна* | 6-я луна                | 7-я луна* | 8-я луна                | 9-я луна                | 10-я луна*            | 11-я луна  | 12-я луна*             |                |
| Юлианский календарь                   | 8 февраля 1483  | 9 марта                 | 7 апреля  | 7 мая                   | 6 июня    | 5 июля                  | 4 августа | 2 сентября              | 2 октября               | 1 ноября              | 30 ноября  | 30 декабря             |                |
| 16-й год Буммэй (Деревянный Дракон)   | 1-я луна        | 2-я луна*               | 3-я луна* | 4-я луна                | 5-я луна* | 6-я луна                | 7-я луна* | 8-я луна                | 9-я луна                | 10-я луна             | 11-я луна* | 12-я луна              |                |
| Юлианский календарь                   | 28 января 1484  | 27 февраля              | 27 марта  | 25 апреля               | 25 мая    | 23 июня                 | 23 июля   | 21 августа              | 20 сентября             | 20 октября            | 19 ноября  | 18 декабря             |                |
| 17-й год Буммэй (Деревянная Змея)     | 1-я луна*       | 2-я луна                | 3-я луна* | 3-я луна (високосная) * | 4-я луна  | 5-я луна*               | 6-я луна  | 7-я луна*               | 8-я луна                | 9-я луна              | 10-я луна* | 11-я луна              | 12-я луна      |
| Юлианский календарь                   | 17 января 1485  | 15 февраля              | 17 марта  | 15 апреля               | 14 мая    | 13 июня                 | 12 июля   | 11 августа              | 9 сентября              | 9 октября             | 8 ноября   | 7 декабря              | 6 января 1486  |
| 18-й год Буммэй (Огненная Лошадь)     | 1-я луна*       | 2-я луна                | 3-я луна* | 4-я луна*               | 5-я луна  | 6-я луна*               | 7-я луна* | 8-я луна                | 9-я луна                | 10-я луна*            | 11-я луна  | 12-я луна              |                |
| Юлианский календарь                   | 5 февраля 1486  | 6 марта                 | 5 апреля  | 4 мая                   | 2 июня    | 2 июля                  | 31 июля   | 29 августа              | 28 сентября             | 28 октября            | 26 ноября  | 26 декабря             |                |
| 19-й год Буммэй (Огненная Коза)       | 1-я луна        | 2-я луна*               | 3-я луна  | 4-я луна*               | 5-я луна* | 6-я луна                | 7-я луна* | 8-я луна*               | 9-я луна                | 10-я луна             | 11-я луна* | 11-я луна (високосная) | 12-я луна      |
| Юлианский календарь                   | 25 января 1487  | 24 февраля              | 25 марта  | 24 апреля               | 23 мая    | 21 июня                 | 21 июля   | 19 августа              | 17 сентября             | 17 октября            | 16 ноября  | 15 декабря             | 14 января 1488 |

* звёздочкой отмечены короткие месяцы (луны) продолжительностью 29 дней. Остальные месяцы длятся 30 дней.